# Amelia Voght
Amelia Voght è un personaggio dei fumetti pubblicati dalla Marvel Comics; è una mutante capace di trasformare qualsiasi tipo di materia in una sostanza nebulosa, che poi lei manipola a piacimento; per un certo periodo è stata la compagna del professor Charles Xavier, per poi unirsi per parecchio tempo agli Accoliti di Magneto, del quale è stata una tra le collaboratrici più efficaci.

## Biografia del personaggio

### Le origini
Si sa poco sul passato di Amelia, solo che quando i suoi poteri mutanti si manifestarono, i suoi genitori la respinsero; inoltre in quella occasione Amelia scoprì che poteva riprendere la sua forma solida, solo attraverso uno sforzo notevole. Nascosta la sua natura mutante, la donna studiò per diventare infermiera, cercando di vivere una vita normale. Alcuni anni dopo, Amelia si unì alla Croce Rossa e si trasferì in India, dove incontrò l'amore della sua vita, Charles Xavier. Amelia stava lavorando come infermiera quando Xavier venne ricoverato nel piccolo ospedale in cui lei lavorava; l'incidente che aveva paralizzato il corpo di Charles, lo aveva sprofondato in una forte depressione, Amelia decise perciò di aiutarlo e, durante questo periodo, i due si innamorarono. Dopo la riabilitazione, Xavier e Amelia convissero insieme in India; in quel periodo, Charles cominciò a progettare il suo dispositivo di localizzazione dei mutanti, Cerebro. Quando Amelia lo scoprì, accusò il suo amato di essere un cacciatore di mutanti, perciò per convincere la donna che sbraitava furentemente, Charles usò a sua volta i propri poteri, per comunicare con lei telepaticamente. I due si resero conto così che avevano condiviso lo stesso segreto e questa rivelazione intensificò la loro relazione. Dopo alcuni mesi in India, la coppia ritornò negli Stati Uniti e prese residenza nel palazzo di Xavier, a Westchester; durante gli anni di convivenza, Charles iniziò a sviluppare i suoi piani per trasformare la sua casa in un rifugio per i mutanti. Fin dall'inizio, Amelia si oppose all'idea, tuttavia, la forza delle convinzioni di Xavier era tale che la donna iniziò ben presto ad aiutarlo nelle sue ricerche.
Nonostante le preoccupazioni di Amelia, Xavier cercò il suo vecchio amico, Magneto, presso i campi di concentramento di Auschwitz nell'anniversario della sua fuga, nella speranza di riconciliarsi con lui. L'incontro non andò come previsto, Magneto arrivò con due giovani reclute, Quicksilver e Scarlet. La coppia di leader mutanti discusse sul modo migliore di confrontarsi con gli umani; vista l'inconciliabilità dei loro progetti Amelia prese la parola e pregò i due di trovare un modo per lavorare insieme, ma fu tutto inutile e i vecchi amici si separarono. Non passò molto tempo prima che il sogno di Xavier, fornire un luogo sicuro alla razza mutante, si realizzasse, ma la notte stessa in cui Charles accolse in casa sua Scott Summers, Amelia fece le valigie e se ne andò. Charles la cercò e, incapace di convincerla con le parole, tentò di influenzarla con i suoi poteri telepatici; a quel punto Amelia, stupita e costernata, uscì dalla sua vita per sempre.

### L'ingresso tra gli Accoliti
Dopo aver lasciato Xavier, Amelia scomparve per un lungo periodo, ma ad un certo punto, in occasione della perdita della propria famiglia, la sua sfiducia nell'umanità divenne odio; fu allora che venne reclutata da Fabian Cortez come parte della seconda generazione di Accoliti, tuttavia, si trovò spesso in conflitto con il suo superiore. Quando gli Accoliti catturarono Moira McTaggert e gli X-Men giunsero per liberarla, Amelia evitò la battaglia per non incontrare Xavier, ma dovette confrontarsi lo stesso con lui prima di sfuggirgli.
Una settimana dopo lo scontro con gli X-Men, Amelia recuperò Fabian Cortez dall'ospedale dove era stato ricoverato per le ferite ricevute da Wolverine. Successivamente, gli Accoliti cercarono di uccidere il senatore Robert Kelly e si scontrarono con X-Factor, anche se il loro vero obiettivo, come rivelato da Amelia, era influenzare Quicksilver per portarlo ad unirsi alla loro causa.
L'arrivo dell'araldo di Magneto, Exodus, rivelò il ruolo che Cortez ebbe nella morte del leader degli Accoliti, Amelia allora tentò di ucciderlo, ma il nuovo venuto la fermò incaricando lei e i suoi compagni di preparare l'ascensione della loro base, Avalon. Amelia e gli Accoliti si riunirono ad un redivivo Magneto, al funerale di Illyana Rasputin, dove invitarono i mutanti assemblati a seguirli nel loro rifugio mutante e nella conquista dell'umanità. Dopo uno scontro con gli X-Men, che lasciò Magneto in stato vegetativo, Exodus ordinò ad Amelia di teletrasportare Colosso, l'unico X-Men unitosi alla loro causa, sull'isola di Muir, dove i suoi vecchi compagni lo avevano attirato con l'inganno per convincerlo a tornare tra le loro file. Scoperta la trappola, Amelia, insieme a Katu e Unuscione, combatté per liberare il loro nuovo Accolito ma la battaglia fu breve, perché Piotr scelse di tornare spontaneamente ad Avalon, dove intrecciò un'amichevole relazione con la donna.

### Il cambiamento
Dopo quest'avventura, Amelia collabora alla ricostruzione di Avalon, ma si trova sempre più in disaccordo con i metodi crudeli e senza scrupoli dei suoi compagni. Quando gli Accoliti sono costretti a collaborare temporaneamente con Cable, Amelia rivela al mutante del futuro di non volere più vedere l'umanità spazzata via come i suoi fratelli. La lealtà di Amelia verso gli Accoliti, viene testata durante il processo contro il compagno Neofita, accusato di aver tradito il gruppo durante la loro recente battaglia contro gli X-Men. Colosso viene scelto per difendere il ragazzo, Amelia per accusarlo. L'incapacità di procedere nel suo compito e il tentativo di salvare Neofita dall'ira di Unuscione, attirano su di lei il disprezzo dei compagni che la accusano di tradire le loro convinzioni. Turbata, Amelia, ammette di pensare che né il pensiero di Xavier, né quello di Magneto siano del tutto corretti. Quando Olocausto, proveniente dall'Era di Apocalisse, devasta Avalon, Amelia si teletrasporta sulla Terra per chiedere l'aiuto degli X-Men. Costretta, suo malgrado, a collaborare con Xavier, si scontra con il suo vecchio amore e, nonostante lui le chieda di rimanere, lo abbandona nuovamente. In seguito, Amelia si unisce ad Exodus nella creazione di una nuova Avalon tra i ghiacci dell'Artico, tuttavia, quando scopre che il lancio del nuovo rifugio avrebbe causato una fessura nella crosta artica con conseguenti devastazioni in tutto il mondo, gli si oppone apertamente. Exodus la condanna a morte ma un redivivo Fabian Cortez la salva e ottiene per lei la grazia. Nel tentativo di fermare i piani di Exodus, Amelia rivela a Fabian l'esistenza di Joseph, clone di Magneto, e lo spinge a cercarlo per aiutarli contro l'attuale leader degli Accoliti. Insieme, Amelia e Joseph si oppongono ad Exodus, ed al voltafaccia di Cortez, e fermano la minaccia della nuova Avalon, però, quando il ragazzo invita Amelia ad entrare negli X-Men lei rifiuta.

### Al fianco di Magneto
Non passò molto tempo prima che il vero Magneto tornasse e prendesse contatto con Amelia per preparare segretamente gli Accoliti al suo ritorno, inoltre, durante una battaglia contro Quicksilver, Amelia aiutò Pietro in modo che uscisse illeso dallo scontro. Amelia riunisce tutti gli Accoliti fedeli al signore del magnetismo in un esercito che aiutò Magnus nella sua guerra all'umanità, mentre lei ebbe il compito di proteggere Wanda e Pietro durante il conflitto. Al termine delle ostilità, le Nazioni Unite offrirono al leader mutante la sovranità dello stato di Genosha, Magneto accettò e offrì ad Amelia un posto nel suo nuovo governo.
Le idee del nuovo sovrano allarmarono però ben presto la donna, che con l'aiuto di Pietro cercò di rovesciare il nuovo governo, ma il colpo di Stato fallì anche se poi Quicksilver accettò di porsi al fianco del padre per cercare di controllarlo. Mentre Magneto continuò ad avere una grande fiducia in Amelia, la donna sentì decrescere la stima verso il suo sovrano. Mentre stava indagando su una cellula ribelle, Amelia si trovò di fronte ad alcuni Accoliti rinnegati, invece di distruggerli si unì segretamente a loro e, con l'aiuto di Pietro e dei Vendicatori, intralciò i piani del signore del magnetismo. La sua permanenza al fianco di Magneto, tuttavia, non ebbe fine perché Quicksilver aveva ancora bisogno di qualcuno di fidato che sorveglasse le mosse del padre. Quando i piani di Magneto giunsero a compimento, culminando con il rapimento Charles Xavier, Amelia fu costretta a fare una scelta definitiva e si unì agli X-Men contro Magnus; una volta aver contribuito alla liberazione del prigioniero e assistito alla sconfitta del sovrano di Genosha, la donna scomparì di nuovo.

### Messiah Complex
Amelia si trasferisce a Santa Cruz e inizia a lavorare in un ospedale locale, è uno dei pochi mutanti a mantenere i propri poteri dopo l'M-Day, ma ha scelto di condurre una vita normale, lontano dagli altri mutanti. Il suo desiderio viene interrotto dagli X-Men, che stavano cercando gli Accoliti superstiti per ritrovare la prima bambina mutante nata dopo la decimazione, Amelia dà loro le informazioni di cui hanno bisogno ma sceglie di non farsi coinvolgere nel conflitto. Durante la battaglia finale, Xavier è ferito a morte dal traditore Alfiere. Amelia chiede l'aiuto di Exodus per salvarlo, rendendosi conto che è ancora innamorata di lui, la guarigione ha successo ma lascia Charles confuso e con ricordi sommari del rapporto con la donna. Recuperati i ricordi del suo rapporto con Amelia, Xavier torna dagli Accoliti superstiti e li convince a schierarsi con gli X-Men a San Francisco, quindi chiede alla donna se è disposta a tentare ancora una volta di riparare il loro rapporto, ma lei rifiuta nuovamente.

## Poteri e abilità
Il potere di Amelia le consente di convertire la materia, compresa sé stessa, in una sostanza nebulosa, una specie di nebbia o vapore, che lei poi controlla a piacimento attraverso le sue capacità psioniche. Usando questa capacità può divenire incorporea e quindi invulnerabile ai colpi degli avversari; può volare, controllando il flusso della nebbia attraverso l'aria; può passare attraverso fessure o pertugi; può spostare oggetti o persone, smaterializzandole e poi facendole rimaterializzare altrove, anche su vaste distanze, teletrasportandole attraverso il piano astrale; in determinate occasioni, ha dimostrato la capacità di evocare in sua presenza delle persone lontane, localizzandole con il pensiero e trasformandole in nebbia.